# Język vaeakau-taumako
Język vaeakau-taumako, także pileni (a. pilheni) – język z grupy polinezyjskiej języków austronezyjskich używany w prowincji Temotu na Wyspach Salomona. Posługują się nim mieszkańcy grup wysp Duff i Reef. Według danych z 1999 roku mówi nim 1660 osób.
Nie istnieje ugruntowany lokalnie termin na określenie tego języka. Sami użytkownicy posługują się różnymi wyrażeniami: tatu leo lub te leo a tatou („nasz język”), te leo a Vaeakau/Taumako („język z Vaeakau/Taumako”). Czasem spotykane określenie „pileni” to właściwie nazwa jednej z wysp.
W starszej literaturze często wyróżniano „pileni” i „taumako” jako dwa języki. Lokalnie dialekty te są wyraźnie postrzegane jako odmiany tego samego języka.
Został udokumentowany w postaci słownika (2006) i opisu gramatyki (2011) . Jest zapisywany alfabetem łacińskim.